# Baldwin I Koburg
Baldwin I, franc. Baudouin Albert Charles Leopold Axel Marie-Gustave, flam. Boudewijn Albert Karel Leopold Axel Marie Gustaaf (ur. 7 września 1930 w Laeken, zm. 31 lipca 1993 w Motril) – król Belgów, a przed objęciem tronu książę Brabancji.

## Życiorys

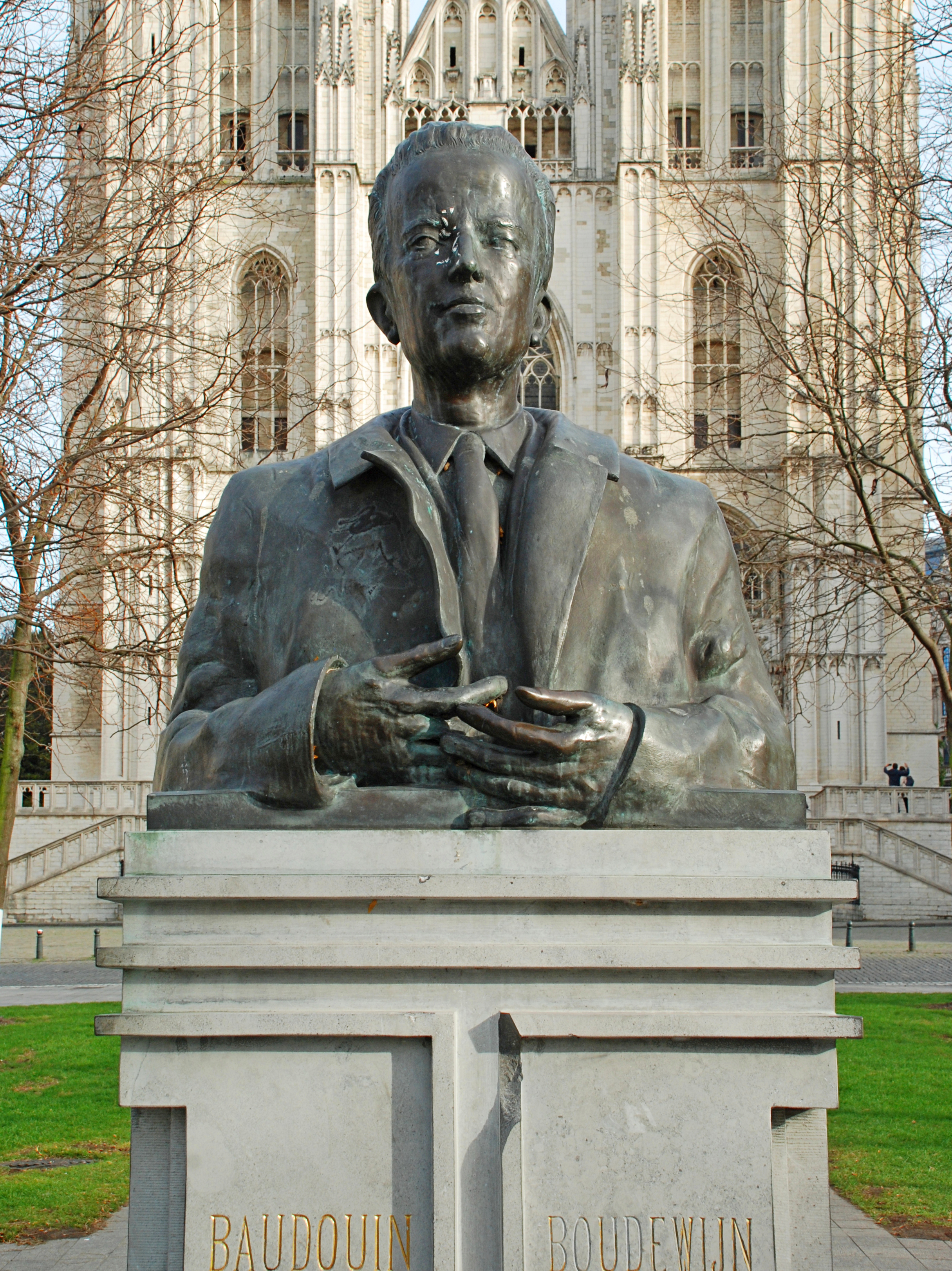
Pomnik króla Baldwina przed katedrą w Brukseli

Panował od 1951, od czasu abdykacji jego ojca – króla Leopolda III. 15 grudnia 1960 w katedrze św. Michała i św. Guduli ożenił się z Fabiolą de Mora. Para nie doczekała się dzieci (Fabiola wielokrotnie poroniła i nie mogła więcej zajść w ciążę), więc król stopniowo przygotowywał do objęcia tronu swego bratanka – Filipa, którego traktował jak własnego syna.
Baldwin, wzorując się na Albercie I, rządził państwem w sposób modelowy: z taktem radził sobie z kolejnymi kryzysami ministerialnymi i rozstrzygał spory między Walonami i Flamandami. W 1990 jako katolik odmówił podpisania ustawy liberalizującej zasady przerywania ciąży; zgodził się jednak na przejściowe, dwudniowe złożenie urzędu, aby ustawę mogli podpisać zastępujący go członkowie rządu.
31 lipca 1993, po 42 latach panowania, zmarł nagle na serce w swej willi w Motril w Hiszpanii. Jego następcą został młodszy brat Albert II.
29 września 2024 podczas wizyty apostolskiej do Belgii, papież Franciszek zapowiedział rozpoczęcie jego procesu beatyfikacyjnego.

## Odznaczenia
- Wielka Wstęga Orderu Leopolda (Belgia)
- Krzyż Wielki Orderu Gwiazdy Afryki (Belgia)
- Krzyż Wielki Orderu Lwa (Belgia)
- Krzyż Wielki Orderu Korony (Belgia)
- Krzyż Wielki Orderu Leopolda II (Belgia)
- Wielka Gwiazda Odznaki Honorowej za Zasługi dla Republiki Austrii (Austria)
- Krzyż Wielki z Łańcuchem Orderu Białej Róży (Finlandia)
- Order Złotego Runa (Hiszpania)
- Łańcuch Orderu Izabeli Katolickiej (Hiszpania)
- Medal 2500-lecia Imperium Perskiego (Iran)
- Krzyż Wielki z Łańcuchem Orderu Sokoła Islandzkiego (Islandia)
- Krzyż Wielki Order Świętego Olafa (Norwegia)
- Krzyż Wielki Wstęgi Trzech Orderów (Portugalia)
- Krzyż Wielki Orderu Chrystusa (Portugalia)
- Wielki Łańcuch Orderu Infanta Henryka (Portugalia)
- Bawarski Order Zasługi (Republika Federalna Niemiec)
- Order Królewski Serafinów (Szwecja)
- Order Domowy Chakri (Tajlandia)
- Wielka Wstęga Orderu Chula Chom Klao (Tajlandia)
- Order Najwyższy Chrystusa (1961, Watykan)[2]
- Order Złotej Ostrogi (Watykan)
- Order Podwiązki (Wielka Brytania)
- Order Zasługi Republiki Włoskiej I klasy z Wielkim Łańcuchem (Włochy)
- Order Annuncjaty (Włochy)
- Krzyż Wielki Orderu Domowego Świętych Maurycego i Łazarza (Włochy)
- Krzyż Wielki Orderu Korony Włoch (Włochy)
- Krzyż Wielki Orderu Zakonu Kawalerów Maltańskich
- Krzyż Wielki Orderu Zakonu Rycerskiego Grobu Bożego w Jerozolimie
- Wielka Wstęga Orderu Zasługi (PRL)

## Genealogia
| Prapradziadkowie                             | Król Belgów Leopold I Koburg (1790–1865) ∞1832 Ludwika Maria Orleańska (1812–1850) | Karl Anton von Hohenzollern-Sigmaringen (1811–1885) ∞1834 Józefina Badeńska (1813–1900) | Maksymilian Wittelsbach (1808–1888) ∞1828 Ludwika Wilhelmina Wittelsbach (1808–1892) | Król Portugalii Michał I Bragança (1802–1866) ∞1851 Adelajda Löwenstein-Wertheim-Rosenberg (1831–1909) | Król Szwecji i Norwegii Oskar I Bernadotte (1799–1859) ∞1823 Józefina Beauharnais (1807–1876)     | Wilhelm Nassau (1792–1839) ∞1825 Paulina Wirtemberska (1810–1856)                                 | Król Danii Chrystian IX Glücksburg (1818–1906) ∞1842 Luiza Hessen-Kassel (1817–1898) | Król Szwecji i Norwegii Karol XV Bernadotte (1826–1872) ∞1851 Ludwika Oranje-Nassau (1828–1871) |
| Pradziadkowie                                | Filip Koburg (1837–1905) ∞1867 Maria Luiza Hohenzollern-Sigmaringen(1845–1912)     | Filip Koburg (1837–1905) ∞1867 Maria Luiza Hohenzollern-Sigmaringen(1845–1912)          | Karol Teodor Wittelsbach (1839–1909) ∞1873 Maria Józefa Bragança (1857–1943)         | Karol Teodor Wittelsbach (1839–1909) ∞1873 Maria Józefa Bragança (1857–1943)                           | Król Szwecji i Norwegii Oskar II Bernadotte (1829–1907) ∞1857 Zofia Wilhelmina Nassau (1836–1913) | Król Szwecji i Norwegii Oskar II Bernadotte (1829–1907) ∞1857 Zofia Wilhelmina Nassau (1836–1913) | Król Danii Fryderyk VIII Glücksburg (1843–1912) ∞1869 Luiza Bernadotte (1851–1926)   | Król Danii Fryderyk VIII Glücksburg (1843–1912) ∞1869 Luiza Bernadotte (1851–1926)              |
| Dziadkowie                                   | Król Belgów Albert I Koburg (1875–1934) ∞1900 Elżbieta Wittelsbach (1876–1965)     | Król Belgów Albert I Koburg (1875–1934) ∞1900 Elżbieta Wittelsbach (1876–1965)          | Król Belgów Albert I Koburg (1875–1934) ∞1900 Elżbieta Wittelsbach (1876–1965)       | Król Belgów Albert I Koburg (1875–1934) ∞1900 Elżbieta Wittelsbach (1876–1965)                         | Karol Bernadotte (1861–1951) ∞1897 Ingeborg Glücksburg (1878–1958)                                | Karol Bernadotte (1861–1951) ∞1897 Ingeborg Glücksburg (1878–1958)                                | Karol Bernadotte (1861–1951) ∞1897 Ingeborg Glücksburg (1878–1958)                   | Karol Bernadotte (1861–1951) ∞1897 Ingeborg Glücksburg (1878–1958)                              |
| Rodzice                                      | Król Belgów Leopold III Koburg (1901–1983) ∞1926 Astrid Bernadotte (1905–1935)     | Król Belgów Leopold III Koburg (1901–1983) ∞1926 Astrid Bernadotte (1905–1935)          | Król Belgów Leopold III Koburg (1901–1983) ∞1926 Astrid Bernadotte (1905–1935)       | Król Belgów Leopold III Koburg (1901–1983) ∞1926 Astrid Bernadotte (1905–1935)                         | Król Belgów Leopold III Koburg (1901–1983) ∞1926 Astrid Bernadotte (1905–1935)                    | Król Belgów Leopold III Koburg (1901–1983) ∞1926 Astrid Bernadotte (1905–1935)                    | Król Belgów Leopold III Koburg (1901–1983) ∞1926 Astrid Bernadotte (1905–1935)       | Król Belgów Leopold III Koburg (1901–1983) ∞1926 Astrid Bernadotte (1905–1935)                  |
| Baldwin I Koburg II (1930–1993), król Belgów |                                                                                    |                                                                                         |                                                                                      | |                                                                                                   |                                                                                                   |                                                                                      |                                                                                                 |